# 米德爾伯里鎮區 (密歇根州)
米德爾伯里鎮區（英語：Middlebury Township）是位於美國密歇根州夏厄沃西縣的一個行政鎮區。

## 地方資料
米德爾伯里鎮區的面積為64.30平方千米，當中陸地面積為64.10平方千米，而水域面積為0.20平方千米。根據2020年美國人口普查的數據，當地共有人口1529人，而人口密度為每平方千米23.78人。